# Hyponeuma taltula
Hyponeuma taltula là một loài bướm đêm trong họ Noctuidae.